# Selvyn Davids
Selvyn Davids (26 de março de 1994) é um jogador de rugby sul-africano, que joga na posição de back.

## Carreira
Davids jogou pelo primeiro time da Nico Malan High School entre 2010 e 2013. Na temporada de 2013, ele marcou 408 pontos durante a temporada.
Ele também representou a Eastern Province em todos os níveis possíveis de jovens. Em 2007, ele jogou por eles na competição Under-13 Craven Week; em 2010, ele jogou na Under-16 Grant Khomo Week. Ele também jogou nos torneios Under-18 Craven Week em 2011 e 2012, culminando em uma convocação para o time das Escolas Sul-Africanas em 2012, embora ele não tenha entrado para o time final. No final de 2013, ele jogou em quatro partidas pelo time Sub-19 da Província Oriental na temporada do Campeonato Provincial Sub-19 de 2013, ajudando seu time a ganhar o título da Divisão B (marcando um hat-trick de tentativas, cinco conversões e dois pênaltis na final) e posteriormente ganhar a promoção para a Divisão A.
Davids foi selecionado para representar a seleção sul-africana de rugby sevens no torneio Hong Kong Sevens de 2018. Uma escalação em grande parte inexperiente (incluindo cinco novos jogadores) teve a oportunidade, já que a maior parte do time regular de blitzbok estava em preparação para os Jogos da Commonwealth de 2018 na Gold Coast da Austrália. Davids foi o único jogador sul-africano incluído no Hong Kong Sevens Dream Team no final do torneio.
Em 2024, ele foi escolhido como capitão da África do Sul nos Jogos Olímpicos de Paris.